# النحل والمواد الكيميائية السامة

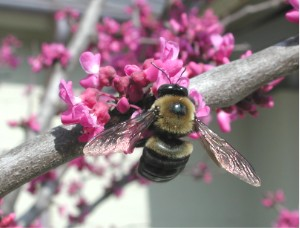
ذكر Xylocopa virginica (نحل نجار شرقي) على زمزريق (زمزريق كندي).

يمكن للنحل في بيئته أن يعاني من آثار خطيرة من المواد الكيميائية السامة، التي تشمل مختلف المواد الكيميائية الاصطناعية مثل المبيدات الحشرية والأسمدة، فضلا عن مجموعة متنوعة من المواد الكيميائية التي يتم إنتاجها بشكل طبيعي من طرف النباتات، مثل الإيثانول الناتج عن تخمر المواد العضوية. ويمكن أن ينتج تسمم النحل عن طريق التعرض للإيثانول من الرحيق المخمر، والفاكهة الناضجة، والمواد الكيميائية الطبيعية والاصطناعية في البيئة.
إن تأثيرات الكحول على النحل مشابهة بشكل كافٍ لتأثيرات الكحول على البشر حيث تم استخدام نحل العسل كنموذج لتسمم الإيثانول البشري. ومع ذلك، فإن عملية التمثيل الغذائي للنحل والبشر مختلفة بما فيه الكفاية، حيث أن النحل يمكنه بأمان جمع الرحيق من النباتات التي تحتوي على مركبات سامة بالنسبة للإنسان. ويمكن أن يكون العسل الذي ينتجه النحل من هذا الرحيق السام سامًا إذا استهلكه الإنسان.
ويمكن للعمليات الطبيعية أيضًا إدخال مواد سامة في عسل غير سام ناتج من رحيق غير سام، حيث يمكن للكائنات الدقيقة في العسل تحويل بعض السكريات في العسل إلى الإيثانول، ويتم تسخير هذه العملية من تخمر الإيثانول عن قصد لإنتاج مشروبات كحولية تسمى البتع (Mead) من العسل المخمر.

## تسمم النحل بالإيثانول
في عام 1999، أدى البحث الذي قام به ديفيد ساندمان إلى إدراك أن نماذج تسمم النحل قد تكون ذات قيمة لفهم الفقاريات وحتى تسمم الإيثانول البشري:
«إن التقدم على مدى العقود الثلاثة الماضية في فهمنا للأنظمة العصبية مثير للإعجاب ويأتي من نهج متعدد الأوجه لدراسة كل من الحيوانات الفقارية واللافقاريات، وهو منتج ثانوي غير متوقع للاستقصاء المتوازي للفقاريات والأنظمة العصبية اللافقارية الذي تم استكشافه في هذه المقالة هو النظرة البازغة لشبكة معقدة من التماثل التطوري والتقارب المعروض في بنية ووظيفة الجهاز العصبي لهذين المجموعتين الكبيرتين من الحيوانات شبه القشرية.»
يجري دراسة سلوك نحل العسل المتسمم بالإيثانول من قبل علماء في جامعة ولاية أوهايو، وجامعة ولاية أوكلاهوما، وجامعة ليوبليانا في سلوفينيا والمواقع الأخرى كنموذج محتمل لآثار الكحول على الإنسان. وفي جامعة ولاية أوكلاهوما، على سبيل المثال، وجد بحث أبرامسون ارتباطًا كبيرًا بين تفاعلات النحل والفقاريات الأخرى مع التعرض للإيثانول:
«كان الغرض من هذه التجربة هو اختبار جدوى إنشاء نموذج حيواني لاستهلاك الإيثانول باستخدام الحشرات الاجتماعية. وتشير التجارب على الاستهلاك، والحركة، والتعلم إلى أن التعرض للإيثانول يؤثر على سلوك نحل العسل على نحو مشابه لتلك التي لوحظت في التجارب على الفقاريات المشابهة.»
 وهكذا تم العثور على أن«الجهاز العصبي لنحل العسل يشبه نظيره عند الفقاريات». هذه التشابهات واضحة بما فيه الكفاية لتستطيع منحنا إمكانية استخلاص معلومات عن عمل العقل البشري وذلك من كيفية تفاعل النحل مع مواد كيميائية معينة، وأوضحت جولي موستارد، وهي باحثة في ولاية أوهايو ما يلي:
«على المستوى الجزيئي، تعمل أدمغة نحل العسل والعقل البشري على نفس المستوى، حيث أن معرفة كيف يؤثر تعاطي الكحول المزمن على الجينات والبروتينات في دماغ نحل العسل قد يساعدنا في النهاية على فهم كيف يؤثر الإدمان على الذاكرة والسلوك عند الإنسان، وكذلك الأساس الجزيئي للإدمان.»

لقد بدأ للتو تقييم نموذج النحل المتسمم بالإيثانول من الفقاريات، ولكن يبدو أنه واعد، حيث يتم تغذية النحل محلول الإيثانول وملاحظة سلوكه. يضع الباحثون النحل في أحزمة صغيرة، ويطعمونه تركيزات متفاوتة من الكحول حيث يتم إدخاله في محاليل الخمور. ويتم تنفيذ اختبارات الحركة، مثل البحث عن الطعام، والتفاعل الاجتماعي والعدوانية، وقد أشارت جولي موستارد إلى أن «الكحول يؤثر على النحل والبشر بطرق مشابهة، فهو يضعف أداء المحرك إلى جانب التعلم ومعالجة الذاكرة». تم اختبار تفاعل النحل مع أنتابيوز (ديسلفيرام، وهو دواء شائع يُعطى كعلاج للإدمان على الكحول).

## تَعَرُّض النحل لمواد كيميائية سامة

### مواد كيميائية صناعية

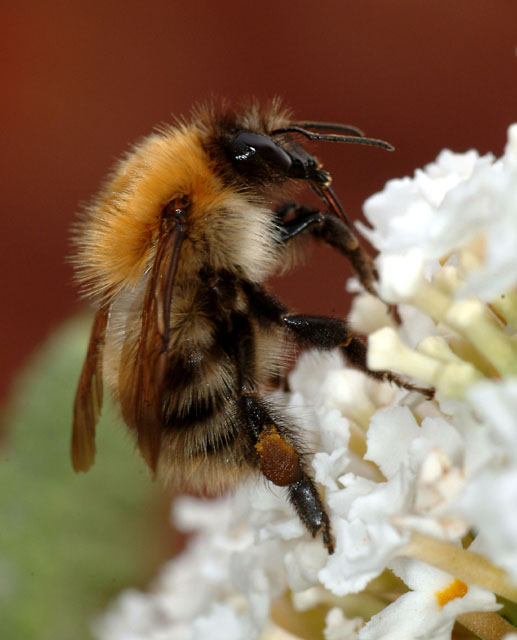
نحلة طنانة

يمكن أن يتأثر النحل بشكل كبير أو حتى مميت بالمبيدات الحشرية والأسمدة والمواد الكيميائية الأخرى التي أدخلها الإنسان إلى البيئة. ويمكن أيضا أن تُظْهِر على النحل حالة سُكْر ودُوار، وقد تؤدي إلى موته، هذا الأمر خطير لأن له عواقب اقتصادية كبيرة على الزراعة.
كانت هذه المشكلة محل اهتمام متزايد، على سبيل المثال، يدرس الباحثون في جامعة هوهنهايم كيف يمكن تسميم النحل من خلال تعرضه لمطهرات البذور. في فرنسا، كلفت وزارة الزراعة فريق خبراء، من اللجنة العلمية والتقنية للدراسة المتعددة العوامل بشأن النحل (CST)، لدراسة الآثار المسَكّرة وأحيانا المميتة للمواد الكيميائية المستخدمة في الزراعة بالنسبة للنحل.
الباحثون في معهد أبحاث النحل وقسم الكيمياء والتحليل الغذائي في جمهورية التشيك فكروا في التأثيرات المسكرة لمختلف المواد الكيميائية المستخدمة في معالجة محاصيل بذور السلجم في فصل الشتاء. عانت رومانيا من حالة شديدة من تسمم النحل على نطاق واسع ومعدل وفيات النحل كان كبيرا من الدلتامثرين في عام 2002. حتى أن وكالة حماية البيئة الأمريكية (EPA) قد نشرت معايير لاختبار المواد الكيميائية المسببة لتسمم النحل.

### مركبات كيميائية طبيعية
يمكن أن يتأثر النحل وغشائيات الأجنحة الأخرى بشكل كبير بالمركبات الكيميائية الطبيعية في البيئة إلى جانب الإيثانول. على سبيل المثال، لاحظ داريوس سلاشيتكو من قسم تصنيف النباتات والحفاظ على الطبيعة، في جامعة غدانسك أن الدبابير في بولندا تتصرف بطريقة نعسان جدا (ربما مخمورة) بعد تناول الرحيق المستمد من سحلبية أمريكا الشمالية نيوتيا.
نشر ديتزل ووينك (1993) مراجعة شاملة لـ 63 نوع من الكيميائيات التباينية النباتية (أشباه القلويات، والتربين، والغليكوسيدات، الخ) وتأثيراتها على النحل عندما يستهلكها. وقد وجد أن 39 مركبًا كيميائيًّا قادر على إبعاد النحل (أولها أشباه القلويات، والكومارين، والصابونين) وثلاث مركبات من التربين قادرة على جذب النحل. وقد أفاد بأن 17 من 29 مادة كيميائية غير سامة تكون سامة في بعض المستويات (خاصة أشباه القلويات والسابونين، والغليكوسيد القلبي والغليكوسيد الزراعي).
ومن المعروف أن هناك العديد من النباتات التي لديها حبوب اللقاح سامة بالنسبة لنحل العسل، في بعض الحالات قد تؤدي إلى قتل البالغين من النحل (على سبيل المثال، أوسكورديون السام)، في حالات أخرى قد يتم خلق مشكلة فقط عند تمرير النحل إلى صندوق التربية (على سبيل المثال، الهيليكونيا). وتوجد أيضا نباتات أخرى لها حبوب لقاح سامة وهي (شجرة التوليب الأفريقية اسمها العلمي Spathodea والبلزا الهرمية. كل من حبوب اللقاح والرحيق لكاليفورنيا بك آي (كستناء كاليفورنيا) سامة لنحل العسل، ويعتقد أن هناك أعضاء آخرين من عائلة بك آي سامة أيضا بالنسبة لنحل العسل.

## تعرض النحل لمواد سامة أخرى

### تخمر النحل أثناء التلقيح

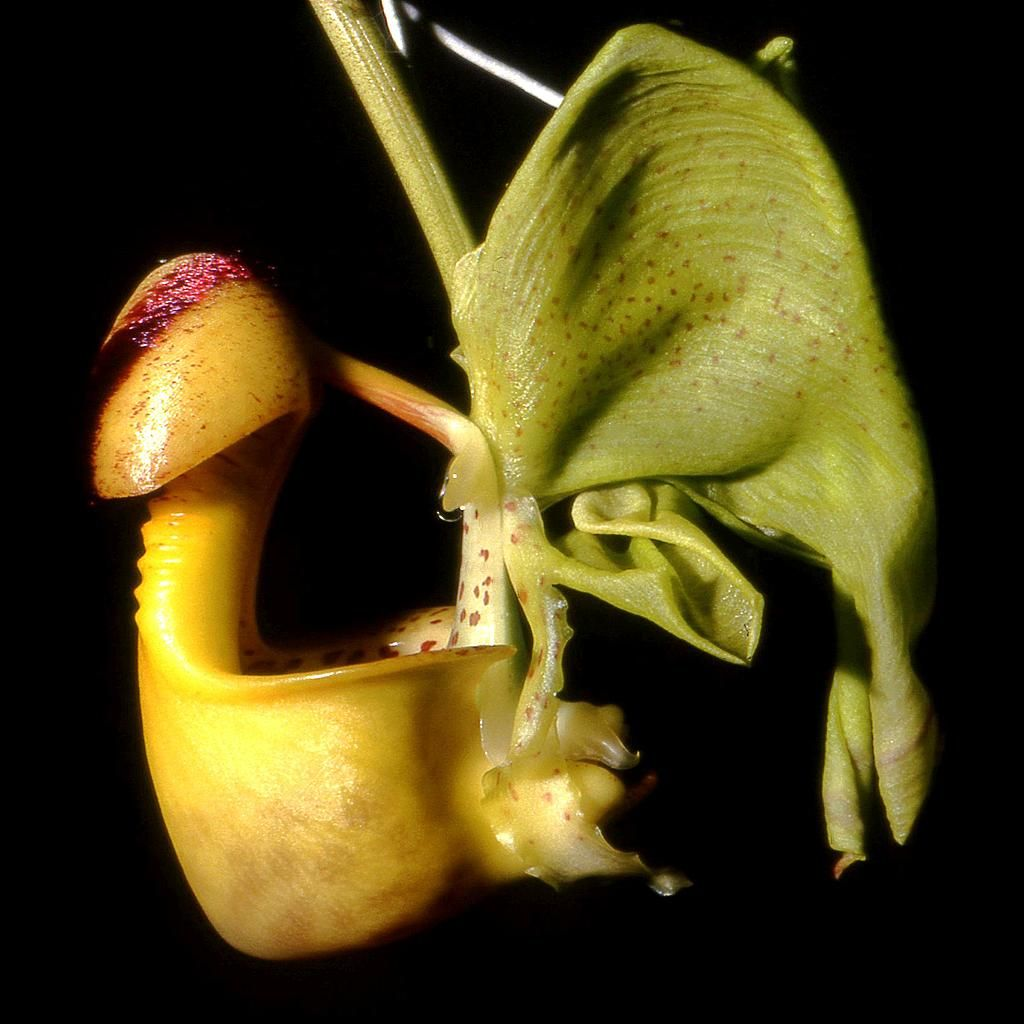
جردل السحلبية

يقال إن بعض النباتات تعتمد على استخدام المواد الكيميائية المسكرة لإنتاج النحل المخمر، واستخدام هذا التخمر كجزء من إستراتيجيتها الإنجابية. إحدى النباتات التي يدعي البعض أنها تستخدم هذه الآلية هي جردل السحلبية في أمريكا الجنوبية (Coryanthes sp.)، وهي عبارة عن نبات هوائي، فرائحتها قادرة على جذب ذكر نحل السحلب (Euglossini) إليها، هذه الرائحة مستمدة من مجموعة متنوعة من المركبات العطرية، ويقوم النحل بتخزين هذه المركبات في أكياس إسفنجية متخصصة داخل أرجله الخلفية المتورمة، حيث يبدو أنه يستخدم هذه الرائحة (أو مشتقاتها) من أجل جذب الإناث.
ومع ذلك، فإن الزهرة شيدت بطريقة تجعل من المستحيل تقريباً التمسك بها، ومع شعيرات ناعمة ومتجهة نحو الأسفل، فالنحل عادة ينزلق ويسقط في السائل الموجود في الجردل، والطريق الوحيد القابل للملاحة هو عبارة عن ممر ضيّق يمسك إما «غُرَيْضَة» (كُتْلَةٌ مِنْ غُبارِ الطَلْع) على جسمه (إذ لم يتم بعد زيارة الزهرة) أو إزالة أي غُرَيْضَة توجد فيه (إذا كانت الزهرة قد تمت زيارتها بالفعل). ينحصر الممر بعد دخول النحلة، ويحفظها هناك لبضع دقائق، مما يسمح للغراء بالتجفيف وتأمين التصلب. وقد تم اقتراح أن هذه العملية تنطوي على «تخمر» النحل،  ولكن لم يتم تأكيد هذا التأثير.
وبهذه الطريقة، تمر حبوب اللقاح لجردل السحلبان من زهرة إلى زهرة أخرى، تكاد هذه الآلية أن تكون غير محددة تمامًا، حيث أنه من الممكن لعدد قليل من النحل المرتبط ارتباطًا وثيقًا بتلقيح أي نوع معين من السحلبان، طالما أن النحل متشابه من حيث الحجم ويتم جذبه بواسطة نفس المركبات.
لاحظ كل من فان دير بيجل ودودسون (1966) أن النحل من جنس يولاما (Eulaema) ونحل نجار (Xylocopa) تظهر عليه أعراض السُّكْر بعد تناول رحيق من سحلبيات سبرالية (Sobralia violacea) و (Sobralia rosea). كان يشتبه من قبل لانوا (1992) في أن سحلبية غونغورا (Gongora horichiana) تقوم بإنتاج الفيرومونات مثل إناث النحل وتشبه إلى حد ما شكل أنثى نحل السحلب، وذلك باستخدام هذه الخصائص لنشر حبوب اللقاح:
«ذكر نحل ضعيف، مخموراً حتى أصبح أعمى وذلك بالفيرومونات التي تغلب على الزهرة، ربما يخطئ أيضًا في غرز اللثة لشريكه المناسب، لكن الزهرة جعلت على الأقل محاولة متواضعة لإعادة إنشاء نحلة مثل الجشطالت.»
ومع ذلك، يبدو هذا غير محتمل، بالنظر إلى أنه لم يوثق من طرف أي أحد وفي أي وقت مضى أن إناث نحل السحلب تنتج الفيرومونات. كما أن ذكر نحل السحلب ينتج الفيرومونات باستخدام المواد الكيميائية التي يجمعها من السحلبيات وهذه الفيرومونات تجذب الإناث، بدلا من العكس، كما تقترح كولينا (2004).

## آثار تسمم النحل

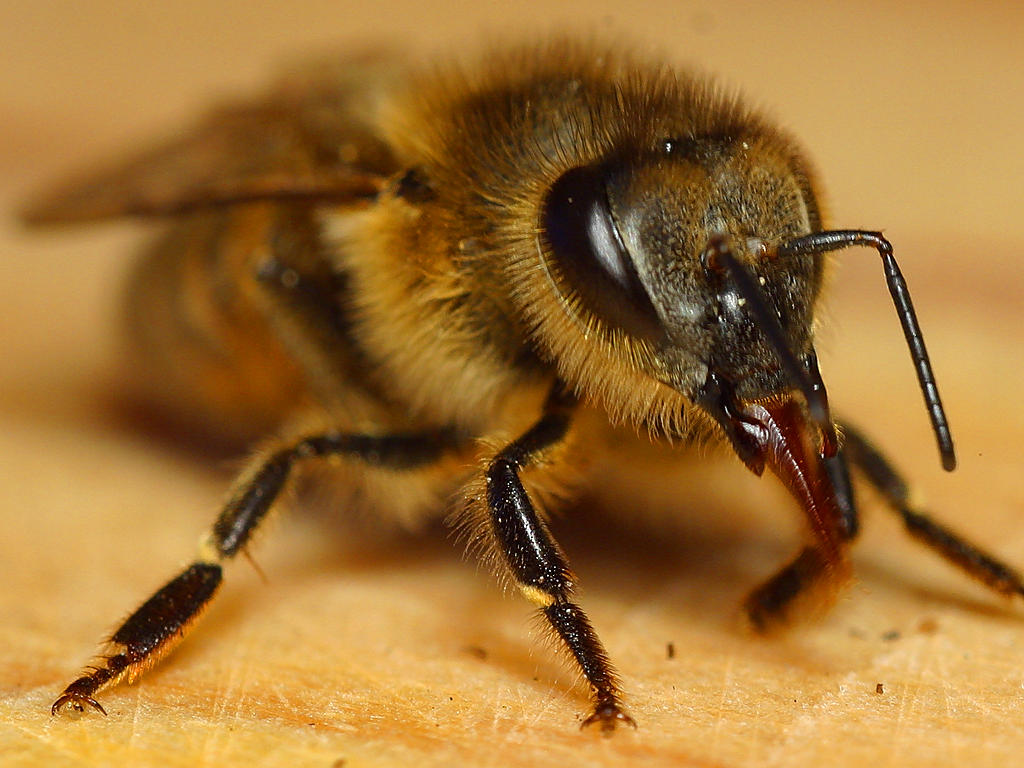
صورة تظهر أن للنحل خرطوم، أو لسان.

يمكن أن يؤدي إدخال بعض المواد الكيميائية —مثل الإيثانول أو المبيدات الحشرية أو المواد الكيميائية الحيوية السامة التي تنتجها النباتات كآلية دفاعية— لبيئة النحلة إلى إظهار سلوك غير طبيعي أو غير عادي على النحل وارتباكه. وبكميات كافية، يمكن لهذه المواد الكيميائية أن تسمم وتقتل النحل، وقد تم وصف آثار الكحول على النحل منذ فترة طويلة، على سبيل المثال، وصف جون كامينغ هذه الآثار في منشور له عام 1864 عن تربية النحل.
عندما يصبح النحل متسمماً من استهلاك الإيثانول أو متسمم بمواد كيميائية أخرى، يتأثر توازنه، ويكون متذبذباً عند المشي، قامت مجموعة تشارلز أبرامسون في جامعة ولاية أوكلاهوما بوضع النحل المخمور على عجلات، حيث ظهر لهم أنه يعاني من صعوبات في التنقل، كما أنهم وضعوا نحل العسل في صناديق مكدسة تستخدم حافزًا لتشجيع النحل على التحرك، وتبين لهم أنه أقل قدرة على التنقل كلما أصبح متسمم أكثر.
ومن المحتمل أن تلتصق النحلة الخاملة باللسان أو بالخرطوم، وغالبا ما يقضي النحل المخمور وقتًا أطول في الطيران، وإذا كان مخموراً بدرجة كافية، فسوف يستلقي على ظهره ويهز أرجله، وعادة ما يحدث للنحل وهو في حالة سُكْر العديد من الحوادث أثناء الطيران، ويصبح معضم النحل الذي يستهلك الإيثانول مخمولًا جدًا لكي يجد طريق العودة إلى الخلية، وسوف يموت نتيجة لذلك. وجدت بوزيتش وآخرون. (2006) أن استهلاك الكحول من قبل نحل العسل يتسبب في تعطيل عملية البحث عن الطعام والسلوكيات الاجتماعية، ولديه بعض التأثيرات المماثلة للتسمم بالمبيدات الحشرية. ويصبح بعض النحل أكثر عدوانية بعد تناول الكحول.
ويمكن أن يكون التعرض للكحول من قبل النحل له تأثير طويل الأمد عليه، ويستمر حتى 48 ساعة. وتُلاحَظُ هذه الظاهرة أيضا عند ذباب الفاكهة وترتبط بالناقل العصبي الأكتوبامين عند ذباب الفاكهة، وهو موجود أيضا عند النحل.

### سمية العسل
بعض المواد السامة للبشر ليس لها تأثير على النحل. إذا كان النحل يحصل على رحيق من زهور معينة، يمكن للعسل الناتج أن يكون ذا تأثير نفسي، أو حتى سام على البشر، ولكنه غير ضار بالنحل ويرقاته. يسمى التسمم بهذا العسل بمرض جنون العسل، حتى عندما لا يتم إنتاج العسل من رحيق النباتات السامة، فإنه لا يزال بإمكانه التخمر لإنتاج الإيثانول. ويمكن العثور على الحيوانات، مثل الطيور، التي استهلكت العسل المخمر في الشمس غير قادرة على الطيران أو غيره من حركتها الطبيعية. في بعض الأحيان يتم تخمير العسل عن قصد لإنتاج ميد، وهو مشروب كحولي مصنوع من العسل والماء والخميرة. حتى أن كلمة «سكران» في اليونانية الكلاسيكية تترجم إلى «مخمور بالعسل»  وبالفعل فإن الآثار القديمة الأوروبية المشتركة لمثل هذا المفهوم تكرس في أسماء إلهتين (اليوهيمرية) على الأقل من التسمم الشخصي: الأيرلندية Medb والهندية Madhavi من مهابهاراتا، متقاربة مع الكلمة الإنجليزية mead والكلمة الروسية медведь (-medved- حرفيا «آكلي-العسل»).
تم الإبلاغ عن العسل المحتوي على المورفين في المناطق التي تنتشر فيها زراعة الخشخاش المنوم على نطاق واسع.
ولقد تم توثيق التسمم العرضي للبشر بواسطة جنون العسل بشكل جيد من قبل العديد من المؤلفين الكلاسيكيين، ولا سيما كسينوفون، في حين أن الاستخدام المتعمد للعسل كدواء والتسمم به (حتى الهلوسة) لا تزال تمارس من قبل قبيلة غورونغ في نيبال، الذين لديهم تقليد طويل من تسلق الصخور الخطرة لانتزاع السلع الثمينة من أعشاش نحل العسل العملاق (Apis dorsata laboriosa)، في الهيمالايا. والعسل الذي تجمعه غورونغ يدين بخصائصه المخدرة إلى الرحيق الذي يجمعه النحل العملاق من فصيلة ردندرة العميقة ذات الزهر الأحمر، والتي بدورها تدين بسموميتها إلى مركب الغريانوتوكسين، المنتشر على نطاق واسع في عائلة نباتات الفصيلة الخلنجية، التي تنتمي إليها ردندرة.

## الملاحظات والمراجع
1. ↑  تظهر أعراض تسمم الإيثانول على ذباب الفاكهة والحشرات الأخرى أيضًا. (Heberlein, Ulrike؛ Wolf, Fred W.؛ Rothenfluh, Adrian؛ Guarnieri, Douglas J. (2004). "Molecular Genetic Analysis of Ethanol Intoxication in Drosophila melanogaster". Integrative and Comparative Biology. ج. 44 ع. 4: 269–274. DOI:10.1093/icb/44.4.269. PMID:21676709. مؤرشف من الأصل في 2009-06-23.)
2. ↑  Latest Buzz in Research: Intoxicated Honey bees may clue Scientists into Drunken Human Behavior, The Ohio State Research News, Research Communications, Columbus OH, October 23, 2004. نسخة محفوظة 1 سبتمبر 2006 على موقع واي باك مشين.
3. ↑  "المبيدات الحشرية تجعل العسل ضارا بصحة الإنسان!". RT Arabic (بar-AR). Archived from the original on 2018-10-20. Retrieved 2018-10-20.{{استشهاد بخبر}}:  صيانة الاستشهاد: لغة غير مدعومة (link)
4. ↑  Sandeman D (أغسطس 1999). "Homology and convergence in vertebrate and invertebrate nervous systems". Naturwissenschaften. ج. 86 ع. 8: 378–87. DOI:10.1007/s001140050637. PMID:10481825. مؤرشف من الأصل في 2012-07-10. اطلع عليه بتاريخ 2018-08-26.
5. 1 2 3 4 5  Charles I. Abramson؛ Sherril M. Stone؛ Richard A. Ortez؛ Alessandra Luccardi؛ Kyla L. Vann؛ Kate D. Hanig؛ Justin Rice (أغسطس 2000). "The Development of an Ethanol Model Using Social Insects I: Behavior Studies of the Honey Bee (Apis mellifera L.): Neurobiological, Psychosocial, and Developmental Correlates of Drinking". Alcoholism: Clinical & Experimental Research. ج. 24 ع. 8: 1153–66. DOI:10.1111/j.1530-0277.2000.tb02078.x. PMID:10968652. مؤرشف من الأصل في 2013-01-01.
6. 1 2 3 4  Intoxicated Honey Bees May Clue Scientists Into Drunken Human Behavior, Science Daily, October 25, 2004 نسخة محفوظة 27 أغسطس 2018 على موقع واي باك مشين.
7. ↑  Entomology Postdoctoral researcher Dr. Geraldine Wright, Ohio State University
8. 1 2  Entomology Postdoctoral researcher Dr. Julie Mustard, Ohio State University
9. ↑  Abramson CI، Fellows GW، Browne BL، Lawson A، Ortiz RA (أبريل 2003). "Development of an ethanol model using social insects: II. Effect of Antabuse on consumatory responses and learned behavior of the honey bee (Apis mellifera L.)". Psychol Rep. ج. 92 ع. 2: 365–78. DOI:10.2466/PR0.92.2.365-378. PMID:12785614.
10. ↑  نيمو، ليزلي. "مبيدات الآفات واسعة الانتشار تفتك بنحل العسل". للعِلم. مؤرشف من الأصل في 2018-10-20. اطلع عليه بتاريخ 2018-10-20.
11. ↑  "Honey bee intoxication caused by seed disinfectants", Dr.sc.agr. Klaus Wallner, University of Hohenheim. Accessed on July 17, 2009. نسخة محفوظة 13 أغسطس 2020 على موقع واي باك مشين.
12. ↑  Recent Issues Related to Bee Troubles in France نسخة محفوظة 2007-10-04 على موقع واي باك مشين. ونُشِر تقرير في 6 مايو 2004 من قبل لجنة تقييم الصحة الدولية بشأن نحل العسل (IAHAC)، في بولونيا، وإيطاليا. حيث تضمن هذا التقرير نتائج دراسة الآثار السمية على النحل من كاسيات البذور إيميداكلوبريد وفيبرونيل.
13. ↑  František Kamler؛ Dalibor Titěra؛ Jiřina Piškulová؛ Jana Hajšlová؛ Kateřina Maštovská (2003). "Intoxication of honeybees on chemical treated winter rape: problem of its verification" (PDF). Bulletin of Insectology. ج. 56 ع. 1: 125–7. ISSN:1721-8861. مؤرشف من الأصل (PDF) في 2007-09-23.
14. ↑  Daniela Nica؛ Elisabeta Bianu؛ Gabriela Chioveanu (2004). "A case of acute intoxication with deltamethrin in bee colonies in Romania" (PDF). Apiacta. ج. 39: 71–7. مؤرشف من الأصل (PDF) في 2007-09-27.
15. ↑  Ecological Effects Test Guidelines OPPTS 850.3030: Honey Bee Toxicity of Residues on Foliage[وصلة مكسورة], EPA 712–C–96–148
April 1996. نسخة محفوظة 14 أبريل 2020 على موقع واي باك مشين.
16. ↑  Nelis A. Cingel (2001). An atlas of orchid pollination: America, Africa, Asia and Australia. CRC Press. ص. 44. ISBN:90-5410-486-4. مؤرشف من الأصل في 2020-01-08.
17. ↑  Detzel, Andreas؛ Wink, Michael (مارس 1993). "Attraction, deterrence or intoxication of bees (Apis mellifera) by plant allelochemicals". Chemoecology. ج. 4 ع. 1: 8–18. DOI:10.1007/BF01245891. ISSN:0937-7409. مؤرشف من الأصل في 9 فبراير 2020. اطلع عليه بتاريخ أغسطس 2020. {{استشهاد بدورية محكمة}}: تحقق من التاريخ في: |تاريخ الوصول= (مساعدة)
18. ↑  "School Native Plant Gardens and Nature Areas". California Native Plant Society. مؤرشف من الأصل في 2007-08-17. اطلع عليه بتاريخ 2007-04-26.
19. ↑  Dodson C.H.؛ Frymire G.P. (1961). "Natural pollination of orchids". Mo. Bot. Gard. Bull. ج. 49 ع. 9: 133–152.
20. ↑  Pierre Jolivet (1998). Interrelationship Between Insects and Plants. CRC Press. ص. 192. ISBN:1-57444-052-7. مؤرشف من الأصل في 2020-01-08. في أول غِشائِيَّةُ الأَجْنِحَة التي يزورها يواجه صعوبات في التعامل معها والتنقل ولكن في وقت لاحق يصل بسهولة إلى مكان للهروب، فيغرق، في حالة السكر، وعند ذلك غالبا ما يكون قد انتهى من وظيفة التلقيح.
21. ↑  bumblebee.org article on Hymenoptera نسخة محفوظة 23 فبراير 2018 على موقع واي باك مشين.
22. ↑  William C. Agosta (2001). Thieves, Deceivers, and Killers: tales of chemistry in nature. Princeton University Press. ISBN:0-691-00488-9. مؤرشف من الأصل في 2020-04-13.
23. ↑  Pollination by Euglossine Bees, Robert L. Dressler, Evolution, Vol. 22, No. 1 (Mar., 1968), pp. 202-210 دُوِي:10.2307/2406664 نسخة محفوظة 28 أغسطس 2018 على موقع واي باك مشين.
24. ↑  Nelis A. Cingel (2001). An atlas of orchid pollination: America, Africa, Asia and Australia. CRC Press. ISBN:90-5410-486-4. مؤرشف من الأصل في 2020-01-24.
25. ↑  Leendert Van der Pijl؛ Calaway H. Dodson (1966). Orchid Flowers Their Pollination and Evolution. University of Miami Press. ISBN:0-87024-069-2. مؤرشف من الأصل في 2022-02-15.
26. ↑  Lunau, Klaus (يونيو 1992). "Evolutionary aspects of perfume collection in male euglossine bees (Hymenoptera) and of nest deception in bee-pollinated flowers". Chemoecology. ج. 3 ع. 2: 65–73. DOI:10.1007/BF01245884. ISSN:0937-7409. مؤرشف من الأصل في 2020-04-13. speculated that the chemicals produced by the bucket orchid mimic bee pheromones.
27. 1 2  William Cullina (2004). Understanding Orchids : An Uncomplicated Guide to Growing the World's Most Exotic Plants. Boston: Houghton Mifflin. ص. 180. ISBN:0-618-26326-8.
28. ↑  John Cumming (1864). Bee-keeping, by 'The Times' bee-master. مؤرشف من الأصل في 2020-03-14.
29. ↑  Bozic J.؛ Abramson C.I.؛ Bedencic M. (2006). "Reduced ability of ethanol drinkers for social communication in honeybees (Apis mellifera carnica Poll.)". Alcohol. ج. 38 ع. 3: 179–183. DOI:10.1016/j.alcohol.2006.01.005. PMID:16905444. مؤرشف من الأصل في 2012-02-06.
30. ↑  Abramson CI، Place AJ، Aquino IS، Fernandez A (يونيو 2004). "Development of an ethanol model using social insects: IV. Influence of ethanol on the aggression of Africanized honey bees (Apis mellifera L.)". Psychol Rep. ج. 94 ع. 3 Pt 2: 1107–15. DOI:10.2466/pr0.94.3c.1107-1115. PMID:15362379.
31. ↑  Happy Hour Bees , Mythology and Mead, قامت كل من كارولين سماغالسكي، وبيلا أون لاين، في صوت المرأة، عام 2007، بوصف تأثير استهلاك الإيثانول المطول بواسطة نحل العسل على غرار المخلفات التي يتركها. نسخة محفوظة 26 أغسطس 2018 على موقع واي باك مشين.
32. ↑  
استخدمت مجموعة Ulrike Heberlein في جامعة كاليفورنيا (سان فرانسيسكو) ذباب ثمار الفاكهة كنماذج للتخمر البشري وحتى الجينات التي تم تحديدها مسؤولة عن تراكم تحمل الكحول (يعتقد أنه مرتبط مع الخمار أو متخلف)، وأنتجت سلالات معدلة وراثيا لا يتطور تحملها للكحول.
Moore MS، DeZazzo J، Luk AY، Tully T، Singh CM، Heberlein U (يونيو 1998). "Ethanol intoxication in Drosophila: Genetic and pharmacological evidence for regulation by the cAMP signaling pathway". Cell. ج. 93 ع. 6: 997–1007. DOI:10.1016/S0092-8674(00)81205-2. PMID:9635429. مؤرشف من الأصل في 2018-08-27.
Tecott LH، Heberlein U (ديسمبر 1998). "Y do we drink?". Cell. ج. 95 ع. 6: 733–5. DOI:10.1016/S0092-8674(00)81695-5. PMID:9865690. مؤرشف من الأصل في 2018-08-27.
Bar Flies: What our insect relatives can teach us about alcohol tolerance. نسخة محفوظة 2006-12-30 على موقع واي باك مشين., Ruth Williams, Naked Scientist; "'Hangover gene' is key to alcohol tolerance", Gaia Vince, NewScientist.com news service, 22 August 2005. Accessed July 17, 2009.
33. ↑  Degen J، Gewecke M، Roeder T (يونيو 2000). "Octopamine receptors in the honey bee and locust nervous system: pharmacological similarities between homologous receptors of distantly related species". Br. J. Pharmacol. ج. 130 ع. 3: 587–94. DOI:10.1038/sj.bjp.0703338. PMC:1572099. PMID:10821787. مؤرشف من الأصل في 2008-10-21.
34. ↑  Jansen؛ وآخرون (2012). "Grayanotoxin Poisoning: 'Mad Honey Disease' and Beyond". Cardiovascular Toxicology. ج. 12: 208–13. DOI:10.1007/s12012-012-9162-2. PMC:3404272. PMID:22528814. مؤرشف من الأصل في 2019-03-01.
35. ↑  "Grayanotoxins". Foodborne Pathogenic Microorganisms and Natural Toxins Handbook. US FDA. 2012. مؤرشف من الأصل في 2019-04-23. اطلع عليه بتاريخ 2015-08-07.
36. ↑  Kettlewellh, B.D. (فبراير 1945). "A Story of Nature's Debauch". The Entomologist. ج. 88 ع. 1101: 45–7.
37. ↑  Karl Kerenyi (1976). Dionysus: Archetypal Image of Indestructible Life. Princeton University Press. ISBN:0-691-09863-8. مؤرشف من الأصل في 2020-01-08.
38. ↑  Dumézil,Georges, Mythe et Epopée I. II. III. Quarto Gallimard, pub. Éditions Gallimard 1995 (ردمك 2-07-073656-3). pps. 995-998
39. ↑  Alistair McAlpine (2002). Adventures of a Collector. Allen & Unwin. ISBN:1-86508-786-6. مؤرشف من الأصل في 2020-01-08.
40. ↑  Treza، Raphael (2011). "Hallucinogen honey hunters". topdocumentaryfilms.com. مؤرشف من الأصل في 2018-08-28. اطلع عليه بتاريخ 2015-10-20.

## قراءة معمقة
- How to Reduce Bee Poisoning from Pesticides, D.F. Mayer, C.A. Johansen, C.R. Baird, PNW518, A Pacific Northwest Extension Publication, Washington, Oregon, Idaho, Copyright 1999 Washington State University. Includes an extensive list of toxic chemicals such as pesticides that affect bees. (WSU 1999 version of the same publication)
- Protecting Honeybees From Pesticides, Dean K. McBride, 1997 نسخة محفوظة 7 سبتمبر 2006 على موقع واي باك مشين. North Dakota State University
- Honey Bees and Pesticides, 1978, Mid-Atlantic Apiculture Research and Extension Consortium
- Protecting Honey Bees From Pesticides نسخة محفوظة 13 يناير 2021 على موقع واي باك مشين., University of Florida Institute of Food and Agricultural Sciences Extension, Malcolm T. Sanford, April 1993

## وصلات خارجية
- توثيق المبيدات الحشرية من قبل وكالة حماية البيئة الأمريكية في بلاغ 2001-5
- فقدان ملكات النحل مستقبلا بسبب المبيدات الحشرية، حيث يمكن أن تؤدي جرعات المبيدات الحشرية إلى انخفاض وقلة ملكات النحل، وتقلص المستعمرات، 5 مايو 2012.